# Richmond, Noord-Kaap
Richmond este un oraș din provincia Noord-Kaap, Africa de Sud.